# Ален (Мерт и Мозел)
Ален (фр. Allain) насеље је и општина у североисточној Француској у региону Лорена, у департману Мерт и Мозел која припада префектури Тул.
По подацима из 2011. године у општини је живело 470 становника, а густина насељености је износила 28,52 становника/km². Општина се простире на површини од 16,48 km². Налази се на средњој надморској висини од 305 метара (максималној 381 m, а минималној 259 m).

## Демографија
| 1962. | 1968. | 1975. | 1982. | 1990. | 1999. | 2011. |
| ----- | ----- | ----- | ----- | ----- | ----- | ----- |
| 276   | 274   | 254   | 274   | 353   | 387   | 470   |

График промене броја становника у току последњих година